# José Félix Ribas (khu tự quản)
José Félix Ribas là một khu tự quản thuộc bang Aragua, Venezuela. Thủ phủ của khu tự quản José Félix Ribas đóng tại La Victoria. Khự tự quản José Félix Ribas có diện tích 385 km2, dân số theo điều tra dân số ngày 21 tháng 10 năm 2001 là 133461 người.